# 粉紅系男孩
《粉紅系男孩》為菅野文的日本少女漫画作品，在白泉社《別冊花與夢》2006年5月號至2013年1月號連載，單行本全18卷。
作品中加入許多男性化、女性化、性别角色、性別認同等要素為其特色。
另外被改編成由岡田將生、夏帆主演的連續劇，以「粉紅系男孩〜夏〜」的標題在2009年富士電視台週六連續劇上映，從第9話以下以「粉紅系男孩〜秋〜」的標題放映。

## 大綱
擁有柔道・空手道實力，還達成稱霸全國劍道比賽的劍道部主將・正宗飛鳥。他被周圍的人稱為「男人中的男人」、但實際上他是一位喜歡看少女漫画和可愛的小東西、喜歡甜食、料理、裁縫・掃除也相當擅長、有著少女興趣・思考・特技的粉紅系男孩，這也成為他極力隱瞞的秘密。但在有一天、他卻愛上了轉學來的美少女・都塚涼並且因此與她展開許多搞笑的生活…。

## 登場人物

### 主要人物
正宗飛鳥（まさむね あすか）
本作主角。銀百合学園高中2年級生。9月6日生、處女座。血型A型。柔道初段、空手道2段、更是稱霸全國劍道比賽，成績優秀的劍道部主將、在学校有「男人中的男人」稱號的美男子。但實際上，更擅於料理和裁縫、相當討厭黑暗、蛇、青蛙、鬼故事、喜歡喝焦糖瑪其朵咖啡、也喜歡粉紅色、少女漫画、可愛的小東西和甜食、雖然不想成為女人、但卻是個有著少女興趣・思考・特技的「粉紅系男孩」（命名者是橘）。
小時候、父親因為打算「想要成為女人」而離家出走、結果造成母親心理創傷，而徹底要把自己的兒子養育成真正的男人。因此基本上，正宗雖然相當有男子氣概、但也會有捨棄不掉女性興趣而感到羞恥的一面。在愛上涼後，雖然對於自己開始女性化而相當憂心，但在和涼及充太一起生活的情況下，逐漸接受自己的「粉紅系」性格。
平常就隨身攜帶裁縫用具、只要看到衣服有破洞就會立刻加以修補。料理和打掃也都相當厲害，其照料周到而被阿涼的父親稱為「賢妻」並且也讓他達到想起亡妻・明子的程度。愛看的書為少女漫画雜誌『花與豆』所連載的『就是要愛你』。對於裡面和自己同名的主角・名叫飛鳥的少女有深深的同感…。
母親是学園理事長、平常都国外工作、由於有想到前夫（飛鳥之父）的事情就會暈倒的體質(但在十八集證實為假扮出來)、所以讓飛鳥盡量在她面前隱藏自己女性化的一面。
在第十六集終於被母親發現其粉紅系男孩本性，並在『就是要愛你』被迫終止連載、母親假裝昏迷入院等打擊下，決定與涼分手，並決心成為「男人中的男人」。然而在十八集中的畢業禮被橘充太、多武峰、Hanamasa等人的鼓勵下勇敢向母親表達活出真我，卻意外地受傷並記憶倒退至小孩的心智，間接地令其雙親和好。在回復記憶十年後，如他所願與涼結婚。
都塚涼（みやこづか りょう）
本作的女主角。轉學到銀百合学園的轉學生、是個讓飛鳥一見鍾情的美少女。身高160cm、体重45kg、三圍是B80・W57・H79（橘所談到）。5月5日生，金牛座。血型O型。不知為何對同級生的飛鳥和充太都使用敬語。
有著很強的正義感和個性認真的性格、對於恐嚇的不良少年能夠大膽的向他們挑戰並且受到飛鳥的幫助。外表相當可愛，但在內心、興趣和思考都很男性化。舉止和言行都相當瀟灑、彷彿古代的男性一樣。由於生長在只有父女兩人的單親家庭裡、任職警官的父親把她當作像是畫中的日本男孩一樣養育，還教她許多的格鬥術、所以她也有能夠將同齡男子輕易打飛出去的怪力。另外戴上頭巾就能輕鬆作事而且也擅長作木工、在體力方面和男性向技藝方面都相當優秀。但反過來說，卻不擅長裁縫、蛋糕也作的像是風之谷裡面的巨神兵一樣淒慘、家事也做得亂七八糟（不過很擅長穿和服）。自己的家也兼作道場、裡面還擺有虎皮、武者人偶等裝飾，讓裡面的環境非常有活力。
第八集時，曾為了照顧生病的爺爺，暫時轉學到福岡，但後來和爺爺一起回來東京。
在十八集飛鳥失憶後，在飛鳥父親的建議下，用她製作、外形極度醜陋的巧克力蛋糕成功回復飛鳥記憶。並在十年後與飛鳥結婚，但婚禮當日仍不忘她的工作---用女警的身份追捕犯人。
作者說原本是想作成「在少女漫畫中、非常帥氣但卻極度天然呆的男子」的角色。
橘充太（たちばな じゅうた）
飛鳥的同學。銀百合学園高中2年級生，3月9日生，雙魚座，身高178cm。「粉紅系男孩」的命名者。因為喜歡女人，所以以花花公子之名而出名、當初在飛鳥練習時，以涼為目標而出現在他面前。但這一切都是為了湊合兩人所做出的演技、現在以朋友身分而守護著這兩人的戀情。
實際上他是飛鳥最愛漫畫『就是要愛你』的原作者，也是漫画家・幸花珠兒的本尊、從一年前目擊到飛鳥女性化以來、就秘密以他為主角飛鳥的原型。最近讓以涼為原型的角色登場來作為作品中飛鳥的情人、但他對現實中戀情尚未發展的兩人相當著急。本人曰「沒有女人比飛鳥更女性化」、所以常有為了守護飛鳥的女性化而激起他熱情的情節。雖然常被穩健派的飛鳥敬而遠之、但因為他偶然丟落的『就是要愛你』的原稿被飛鳥看到，而被他誤會充太是『就是要愛你』的粉絲而且拿到這張複製原畫，而因此加深彼此的關係。代替長期在國外旅行的父母、以漫畫的版税來養活十個妹妹。作者曰「他是裡面唯一的正常人」。
有一度因為吉備野的催眠術而改變個性，不但剪短頭髮，而把自己的作品改成像是七龍珠的畫風。
在十八集中的畢業禮公開其幸花珠兒的身份，十年後成為職業少女漫畫家。
多武峰一（とうのみね はじめ）
金原高中劍道部主將。11月11日生，天蠍座。血型A型，身高177cm。從小学4年級六年內就一直保持全国第一名的位置、但之後被高中生的飛鳥所奪走、所以對這件事非常在意（現在對飛鳥是3勝4敗），因此常把飛鳥當敵人一樣看待。
但實際上，他的興趣・特技就是化妝、是名化妝師系的「粉紅系男孩」。其化妝實力相當厲害、擁有不輸給職業化妝設計師的技術。除了化妝外，也多次表現出其對人體彩繪和視覺系化妝等方面的技術。
在大會上第一次輸給飛鳥時、因為被父親嚴厲追究其化妝的興趣、而讓他有被迫捨棄的經驗、但似乎未完全捨棄掉其興趣。在知道敵人飛鳥和自己有相同困擾後、開始對他有比較善意一點、識英雄重英雄。基本上是個樸實剛毅的人、自尊心也相當高，所以被橘用「傲嬌」+「老子我」而稱他為「傲我」。

### 銀百合学園高中
有明大和（ありあけ やまと）
飛鳥的學弟。8月3日生，獅子座，血型B型，身高156cm。有著一張一看會以為是女孩子的女顏、實際上加入自己所憧憬的空手道部。是個經常會妄想自己變的很有男子氣概及受女孩子歡迎的超妄想系「粉紅系男孩」。
將飛鳥叫作「老師」以表示他的仰慕、但不知道他「粉紅系男孩」的性格。
在第十八集十年後的世界中，雖然如願地長成高大帥氣的外貌，但因為過度自戀而意外地沒有女性緣，同時也以諧星的身分活躍著。
黑川樹虎（くろかわ きとら）
銀百合学園高中2年5組。6月20日生，雙子座，血型AB型，身高193cm。高個子且留著很長的瀏海把自己的臉給遮著、被女孩子稱為「不可思議的人」並且在她們之間充滿人氣。
老家是園藝農家。現在住在開花店的叔叔那邊。因為小時候經常接觸到花、是個熟悉各種花名的電波系「粉紅系男孩」。在過去因為太喜歡花而傷到自己的女朋友，導致分手、所以把喜歡花朵當作一種罪惡而非常討厭花。但因為飛鳥的話而覺醒、因此自稱為「花的傳道師」。
有著會在美麗的東西身上用美麗的花朵加以裝飾的習慣、所以曾在飛鳥和涼身上裝飾過花朵、並且認為這就是「究極美麗的的組合」，不過飛鳥認為就是這個習慣而讓他的女朋友因此與他分手。
小針田雅（おはりだ みやび）
銀百合学園高中3年級生。茶道部部長。老家是和服屋。自己和別人都認可是一位大和撫子、是在學校園遊會「大和撫子選拔賽」連續2年拿到優勝的人物。但實際上、是個為了自己慾望而不擇手段的人。因為喜歡飛鳥、所以對涼相當嫉妒而企圖陷害她，但後來被涼一一化解並且以其氣質而讓她折服。
甘樫鐵矢（あまかし てつや）
飛鳥班上的導師、所教科目為現代文。雖然是老師卻留著馬尾和鬍子、看起來不太像是老師。會對學生們說出自己的真心話。是飛鳥他們的好夥伴。
萌松音羽
為春日為了消滅粉紅系男孩而請來的刺客家政老師，女性。外型甜美可愛且女性會的技能也都相當擅長，還因此讓有明為她建立了叫作「小音11」的粉絲俱樂部。不過其實以前長的相當男孩子氣，還因此被男友甩掉而變性。
個性相當腹黑，真正目的是要引出正宗的粉紅系本性，而一直對他放電，但卻老是失敗，最後透過正宗的幫助而讓她擺脫前男友的糾纏並且終於接受真正的自己而答應替正宗保守秘密。
吉備野麻奇
為春日為了消滅粉紅系男孩而請來的刺客化學老師，女性。外型像是瘋狂科學家且一直戴著護目鏡和口罩，曾經讓一所不良學校的學生都瞬間改過向善。一度透過她所謂的「科學方法」而讓正宗和小都等人轉性，但在未受到影響的樹虎的努力下而讓大家回復原狀。
其實她熱愛發明，但所發明的東西都沒有用處，而是用催眠術讓大家接受她的發明。最後在正宗等人的勸說下而接受自己的個性並且解除全校學生的催眠。
三船‧奈特
為春日為了消滅粉紅系男孩而請來的刺客日本史老師，男性。雖然是美國人，但因為受到熱愛日本歷史的父親影響而比真正的日本人有更強的大和魂，但他卻對於日本武士的概念相當偏執。
趁著修學旅行帶領全校學生來到父親所蓋的大江戶主題樂園「YOSHINONOSATO」並且強迫男生當武士，女生當藝妓，企圖要抓到正宗的本性。

### 正宗家
正宗淨美（まさむね　きよみ）
飛鳥之母。是個女企業家、也是飛鳥他們所上的銀百合学園高中的理事長。平常都在日本国外工作、因為前夫（飛鳥之父）的事情造成心理創傷，所以只要一想到就會暈倒。由於發現飛鳥他們都是粉紅系男孩而決定進行校內大改革。非常討厭粉紅系男孩，讓飛鳥不得不在她的面前隱藏自己的粉紅系要素。
正宗春日（まさむね かすが）
飛鳥的堂兄弟。到目前為止都不曾和飛鳥會面過、因為淨美的校內改革而轉學過來擔任代理理事長。性格相當權威。曾把小時候的飛鳥當成女孩子，但在經過10年的再會後，因為知道飛鳥其實是男人的事情而大受打擊，反過來相當痛恨他。所以對於粉紅系男孩（特別是飛鳥）相當討厭。因為一件事而碰上「就是要愛你」的作者・幸花珠兒（其實是飛鳥的偽裝）而且被她的美好而感化、讓他實際上似乎成為「就是要愛你」的粉絲。
吉野廣海（よしの ひろみ）
飛鳥之父。縱使因為「想要成為女人」而離家出走，但仍因丟下妻兒而內疚而沒有變性，以甜品師傅的身分工作著，不過似乎一方面也背地裡暗中守護飛鳥。而這個父親有個妹妹（飛鳥的姑姑）、目前擔任攝影師。

### 都塚家
都塚猛（みやこづか たけし）
涼的父親。職業是警官。福岡縣出身。由於妻子・明子很早過世，而代替她一手養大涼。不過、做家事是毀滅性的可怕、也沒有進入廚房煮菜的經驗。因為是典型的九州男兒，所以最初對於擅做家事的飛鳥相當輕視、但到後來因為不僅從他身上看到有著愛妻‧明子般的賢妻性質、也具備有男子氣概而對他改觀。以後認可他和涼的關係、而以「要成為都塚家新娘的男人」的身分對飛鳥抱著很大的信賴。
都塚平八
猛的父親、涼的祖父。猛說他是個「頑固到了極點的人」。說著強烈的博多腔，以及有著像是魁!男塾中的校長江田島平八的長相。主張「男人就是要工作、女人就是要照顧家庭」。實際上是個「粉紅系男孩」。興趣是料理和裁縫等。他的這種性質只有過世的妻子（涼的祖母）和飛鳥才知道、並且把飛鳥看作是「同道中人」，而成為飛鳥身旁的「高齡粉紅系男孩朋友」。因為被飛鳥說服、於是願意從福岡搬到東京去。
年輕時的長相相當清秀，但為了想要成為配得上妻子的男人而鍛鍊成現在的模樣。

### 與『就是要愛你』相關的人
橘久利子（たちばな くりこ）
橘家的長女、充太的妹妹。雖然只是個妹妹，但似乎想法比哥哥更成熟，也是『就是要愛你』的製作助手。小時候因為被花朵裡的蜜蜂叮到而產生心裡創傷、因此很討厭花。大和在第七集時向她告白過。在她和大和約會時，不小心掉入湖中、結果被樹虎所救而對他有所感覺、但因為樹虎的愛花癖而一度非常抗拒他，但後來透過樹虎的努力使她開始接受花及樹虎。
松戶（まつど）
出版『花與豆』的出版社「黑泉社」的男性社員，也是充太的責任編輯。似乎和久利子關係相當好。
城之內米拉（じょうのうち ミラ）
人氣少女漫画家。因為帶給現役少女漫画家的影響而受到尊敬。充太是那其中一人、所以她也是讓充太想成為漫畫家的人物。職業精神相當高、把少女的夢想當作大事一樣。而她所創作的漫畫有。在別人面前就像是中世紀一樣的貴婦人、但最後發現他是一個留著鬍子的大叔。曾給陷入危機的充太一些方法而使他下定決心扮女裝出席頒獎儀式。

### 其他人
Hanamasa（はなまさ）
人氣視覺系搖滾團體『這宇巢塵（はうすだすと）』的主唱。給人的印象，是在實況演唱會中是唱出過激的歌詞以及對粉絲發表挑釁言論等強硬形象，實際上對於自己目前的活動相當懷疑、也是一位會在初次見面的人的面前相當緊張和有著繊細的心的人物。喜歡的歌手和飛鳥一樣、是少女系姐妹組合「fra*fra」、所以他也是一名「粉紅系男孩」。在CD商店中偶然和飛鳥相見，因為飛鳥在化妝後和他相當相似而且也有同樣的音樂興趣，令人無法分辨是不同人、所以兩人很快就很合得來。他的本名是龜石花政，也是過去人氣姐妹組合「fra*fra」的主唱，但因為長大讓聲音變得低沉、於是從哥哥龜石花丸身旁消失、後來在『這宇巢塵VSFuckin'Born』演唱會中，與另外組成Fuckin'Born的哥哥喬治和解並且之後和他再次組成少女系搖滾團體『Fuckin*Dust』。
在幫涼辦的轉學慶祝派對上，受到大和的邀請而前來表演。
多武峰天子（とうのみね たかこ）
一的姐姐。稱一為「一一」。是多武峰家唯一知道一是粉紅系男孩的人。有著連續十年奪得女子劍道第一名的實力，也讓一不敢反抗她。

## 用語
粉紅系男孩
為有著少女的興趣･思考並且能發揮料理･裁縫等許多家事的才能的人。另外也被說是有著女性化的心，但又很有男子氣概的年輕男孩。
就是要愛你
充太以「幸花珠兒」的筆名所創作的人氣少女漫畫作品。內容是描寫勝過男人的女孩・飛鳥和涼君之間的愛情，在『花與豆』上連載中。

## 電視劇
2009年8月1日在富士電視台的富士電視台週六連續劇，以「粉紅系男孩〜夏〜」之名上映。從10月13日則改變成「粉紅系男孩〜秋〜」播放。岡田將生、夏帆雙主演。這也是岡田將生第一次主演連續劇，另外本劇的學生也多數採用年輕的搞笑藝人來演出。

### 角色
- 正宗飛鳥：岡田將生／高月彩良（幼年時期）（香港配音：張裕東）
- 都塚涼：夏帆／日向奈奈美（幼年時期）（香港配音：曾秀清）
- 多武峰一：木村了（香港配音：曹啟謙）
- 有明大和：瀨戶康史（香港配音：梁偉德）
- 橘 充太：佐野和真（香港配音：關令翹）
- 小針田 雅：桐谷美玲（香港配音：何璐怡）
- 黑川樹虎：市川知宏（香港配音：何承駿）
- 橘久利子：武井咲（香港配音：黃紫嫻）
- 花澤夢子：柳原可奈子
- 都塚 猛：高田延彦
- 城之内米拉：鶴見辰吾
- 正宗淨美：山本未來
- 磯野鯉：澤部佑（原市）
- 歐巴馬老師：Notch（佐藤望）
- 咲山入香：菅野莉央
- 萌松音羽：市川由衣

### 和原作的不同點
- 都塚涼的班級原作為2年C組、戲劇版變成2年A組和飛鳥為同學、生日則是9月26日，天秤座。
- 多武峰一在原作為劍道部主將和擔任學生會會長的優秀學生、戲劇版中則是因為有事而停止練劍並且和不良少年在一起。但之後、轉學到飛鳥的學校。
- 2年A組班導為甘樫鐵矢、戲劇版變成花澤夢子（戲劇版原創人物）。
- 都塚猛、在原作是警官、戲劇版變成警視廳武術老師和銀百合高中的非常勤講師及劍道部顧問。
- 原作中正宗飛鳥之父的名字是「正宗 廣海」，在戲劇版中則變成以易服現身的少女漫畫編輯「正宗 主水之介」。
- 戲劇版中有多數的戲仿。不但有採用其他作品的橋段、也有以裡面演員和客串演員過去演過的作品或演過的角色為基礎來加以採用。。

### 工作人員
- 原作：菅野文「粉紅系男孩」（白泉社「別冊花與夢」連載中）
- 劇本：野口照夫、半澤律子、吹原幸太
- 音樂：Audio Highs
- 製作人：關谷正征
- 導演：谷村政樹
- 製作：富士電視台制作中心

## 播放日期、副題、收視率

### 粉紅系男孩〜夏〜
| 集數       | 日文副題   | 中文副題       | 導演       | 播放日期      | 關東收視率 | 關西收視率 |
| ---------- | ---------- | -------------- | ---------- | ------------- | ---------- | ---------- |
| 1          |            | 恋爱的乙男     | 谷村政樹   | 2009年8月1日  | 9.6%       | 9.9%       |
| 2          |            | 猎奇的親子     | 谷村政樹   | 2009年8月8日  | 5.9%       | 6.0%       |
| 3          |            | 被瞄准乙男!    | 阿部雅和   | 2009年8月15日 | 6.4%       | 6.6%       |
| 4          |            | 那个乙男，凶暴 | 谷村政樹   | 2009年8月22日 | 5.7%       | 5.4%       |
| 5          |            | 乙男的大和!    | 谷村政樹   | 2009年9月5日  | 6.3%       | 6.9%       |
| 6          |            | 瞿麦大会!      | 阿部雅和   | 2009年9月12日 | 6.0%       | 4.1%       |
| 7          |            | 玻璃的乙男     | 佐々木詳太 | 2009年9月19日 | 5.1%       | 6.5%       |
| 8          |            | 乙男的祈祷     | 佐々木詳太 | 2009年9月26日 | 5.1%       |            |
| 平均收視率 | 平均收視率 | 平均收視率     | 平均收視率 | 平均收視率    | 6.26%      |            |

- 第二集延遲50分鐘播放
- 第三集延遲20分鐘播放
- 8月29日因播放星球大戰前傳II：複製人侵略（21:00-23:55），所以停播一周

### 粉紅系男孩〜秋〜
| 集數       | 日文副題   | 中文副題   | 導演       | 播放日期       | 關東收視率 | 關西收視率 |
| ---------- | ---------- | ---------- | ---------- | -------------- | ---------- | ---------- |
| 1          |            | 乙男♂楽園  | 谷村政樹   | 2009年10月13日 | 8.2%       |            |
| 2          |            | 花樣乙男   | 谷村政樹   | 2009年10月20日 | 7.2%       |            |
| 3          |            |            | 野口照夫   | 2009年10月27日 | 8.4%       |            |
| 4          |            |            | 谷村政樹   | 2009年11月3日  | 8.4%       |            |
| 平均收視率 | 平均收視率 | 平均收視率 | 平均收視率 | 平均收視率     | 8.1%       |            |

### 主題曲
- 柴咲幸「ラバソー 〜lover soul〜」

### 插曲
ゴンドラの呗

## 外部連結
- 粉紅系男孩CLUB - 白泉社特設網站。
- 粉紅系男孩電視劇官方網站

## 作品的變遷
| 富士電視台 週六11時                | 富士電視台 週六11時                     | 富士電視台 週六11時 |
| ---------------------------------- | --------------------------------------- | ------------------- |
|                                    | 粉紅系男孩 （2009.8.1- 2009.9.26）      |                     |
| 魔女裁判 （2009.4.25 - 2009.7.11） | 魔鬼終結者：莎拉康納戰紀 （2009.10 - ） |                     |

| 日本富士電視台系列 火九連續劇       | 日本富士電視台系列 火九連續劇               | 日本富士電視台系列 火九連續劇 |
| ----------------------------------- | ------------------------------------------- | ----------------------------- |
|                                     | 粉紅系男孩〜秋〜 （2009.10.13 - 2009.11.3） |                               |
| 急症群英4 （2009.8.11 - 2009.9.22） | 詐欺遊戲 2 （2009.11.10 - 2010.1.19）       |                               |

| 緯來日本台 星期一至星期五 晚上10點  | 緯來日本台 星期一至星期五 晚上10點      | 緯來日本台 星期一至星期五 晚上10點 |
| ----------------------------------- | --------------------------------------- | ---------------------------------- |
|                                     | 粉紅系男孩 （2010.7.7 - 2010.7.22）     |                                    |
| 極道幫幫忙 （2010.6.22 - 2010.7.6） | 草食系高校武士 （2010.7.23 - 2010.8.4） |                                    |

| 香港 無綫電視J2台 星期五 22:30至23:15          | 香港 無綫電視J2台 星期五 22:30至23:15 | 香港 無綫電視J2台 星期五 22:30至23:15 |
| ---------------------------------------------- | ------------------------------------- | ------------------------------------- |
|                                                | 粉紅系男孩 （2010.12.3 - 2011.3.4）   |                                       |
| 吸血新人類 （2010.9.24 - 2010.11.26）          | 武士高校 （2011.3.11 - 2011.5.6）     |                                       |
| 香港 無綫電視J2台 星期一至五 14:00-14:50       |                                       |                                       |
| 吉列合唱團（第一季） （2012.3.23 - 2012.4.25） | 粉紅系男孩 （2012.4.26 - 2012.5.11）  | 吸血新人類 （2012.5.14 - 2012.5.25）  |